# Салін (річка)
Салін (англ. Saline River) — річка в північній частині штату Канзас, США. Лівий приплив річки Смокі-Хілл, яка є однією з двох складових річок Канзас. Становить близько 639 км в довжину; площа басейну — 8855 км ².
Бере початок у Високих рівнинах, на північному заході штату Канзас. Верхів'я Саут-Форк починається поблизу кордону округів Шерман і Томас, а верхів'ї Норт-Форк — в центральній частині округу Томас. Верхів'я зливаються на території округу Шерідан, приблизно в 5 милях на північний захід від міста Гріннелл. Тече переважно у східному напрямку і впадає в річку Смокі-Хілл приблизно в 1 милю на південь від міста Нью-Камбрія, округ Салін. Річка Салін не має значних приток. Несудохідна.
На кордоні округів Рассел і Лінкольн на річці є водосховище Вільсон.